# Plains (album)
Plains è l'undicesimo album in studio del pianista statunitense George Winston, pubblicato il 28 settembre 1999.

## Tracce
1. Dubuque – 2:27 (Tradizionale, George Winston)
2. Before Barbed Wire – 4:19 (Philip Aaberg)
3. Frangenti – 3:51 (Massimo Gatti)
4. Give Me Your Hand/La Valse Pour Les Petites Jeunes Filles – 2:41 (Tradizionale, George Winston)
5. No Ke Ano Ahiahi (In the Evening Time) – 5:12 (Tradizionale, George Winston)
6. Graduation – 1:47 (George Winston)
7. Teach Me Tonight – 4:13 (Gene de Paul, Sammy Cahn)
8. Rainsong (Fortune's Lullaby) – 4:41 (George Winston)
9. Merry Go Round – 3:23 (Tradizionale, George Winston)
10. The Dance – 4:52 (Tony Arata)
11. Cloudburst – 3:10 (George Winston)
12. The Swan – 6:14 (Angelo Badalamenti)
13. ʻIke Ia Ladana (Queen's Jubilee) – 6:39 (Liliʻuokalani)
14. Plains (Eastern Montana Blues) – 3:49 (George Winston)
15. Angel – 6:33 (Sarah McLachlan)
16. Waltz for the Lonely – 3:17 (Chet Atkins, Charles Randolph Goodrum)
17. Sase (Sassy) – 2:10 (Joseph Kokolia)
18. Muliwai – 2:41 (Charles Pokipala)

## Classifiche
| Classifica (1999) | Posizione massima |
| ----------------- | ----------------- |
| Stati Uniti       | 76                |